# San Giorgio Canavese
San Giorgio Canavese är en ort och kommun i storstadsregionen Turin, innan 2015 provinsen Turin, i regionen Piemonte, Italien. Kommunen hade 2 570 invånare (2017).